# موامبا موساسا
فيليكيس موامبا موساسا (بالإنجليزية: Félix Mwamba Musasa)‏ (من مواليد 25 نوفمبر 1982 في لوبومباشي) هو لاعب كرة قدم كونغولي وقائد فريق مبومالانجا الأسود لكرة القدم الذي يلعب في دوري جنوب إفريقيا الممتاز وهو شقيق كابامبا موساسا.

## حياته المهنية
لعب سابقًا لنادي أورلاندو بيراتز لكرة القدم، نادي موزمبي القدير ونادي رون يونايتد (زامبيا) غاب موساسا عن جزء كبير من الموسم الأول لفريق بلاك اسأت في الدوري الإنجليزي الممتاز لكرة القدم بعد إيقافه لثماني مباريات بتهمة سوء السلوك، بعد كسر ساق منافسه اوبا نجلوب. مباراة في مباراة فاصلة ضد نادي كارارا كيكس في 24 مايو 2009، حصل على إثرها على بطاقة حمراء.
اشتهر بارتداء قفازات بيضاء أثناء المباريات.
| سنة       | النادي               | دولة                        |
| --------- | -------------------- | --------------------------- |
| 2001      | تي بي مازيمبي        | جمهورية الكونغو الديمقراطية |
| 2002      | تي بي مازيمبي        | جمهورية الكونغو الديمقراطية |
| 2003      | تي بي مازيمبي        | جمهورية الكونغو الديمقراطية |
| 2003 - 04 | أورلاندو بايرتس      | جنوب إفريقيا                |
| 2004-05   | أورلاندو بايرتس      | جنوب إفريقيا                |
| 2005 - 06 | مبومالانجا بلاك أسأت | جنوب إفريقيا                |
| 2006-07   | مبومالانجا بلاك أسأت | جنوب إفريقيا                |
| 2007-08   | مبومالانجا بلاك أسأت | جنوب إفريقيا                |
| 2008-09   | مبومالانجا بلاك أسأت | جنوب إفريقيا                |
| 2009 - 10 | مبومالانجا بلاك أسأت | جنوب إفريقيا                |
| 2010-11   | مبومالانجا بلاك أسأت | جنوب إفريقيا                |

## مع المنتخب الوطني
- كان موساسا جزءًا من المنتخب الكونغولي في كأس الأمم الأفريقية 2004. حيث احتلوا المركز الأخير في مجموعتهم في الجولة الأولى من المنافسة، وفشلوا في تأمين التأهل إلى ربع النهائي.